# 昌盛镇
昌盛镇，原为昌盛乡，是中华人民共和国黑龙江省绥化市青冈县下辖的一个行政建制镇。2018年撤乡设镇。区划代码改为 231223111。

## 行政区划
昌盛镇下辖以下地区：
南岗村、群力村、幸福村、富饶村、兴东村和宏伟村。